# وزارة الصحة الفلسطينية (قطاع غزة)
وزارة الصحة الفلسطينية في غزة هي الوكالة الحكومية المسؤولة عن الرعاية الصحية والخدمات الطبية في قطاع غزة. وهي تعمل تحت إدارة سلطة حماس التي تدير المنطقة منذ عام 2007.
المدير العام الحالي لوزارة الصحة في غزة هو مدحت عباس.
خلال الحرب الفلسطينية الإسرائيلية 2023، قامت بعض الجهات بالتشكيك في الأرقام التي تصدرها. رغم أن عدة جهات معتبرة مثل الأمم المتحدة ومنظمة الصحة العالمية وهيومن رايتس ووتش تشهد لأرقام الوزارة بالموثوقية، إلا أن هذا لم يمنع استمرار الإنتقادات.

## التاريخ
كانت الأراضي الفلسطينية (الضفة الغربية وقطاع غزة) تخدمها وزارة صحة حكومية واحدة. وفي أعقاب سيطرة حماس على غزة في عام 2007، قامت حكومة حماس في قطاع غزة بتعيين وزراء صحة مناوبين لها بدلاً من وزراء الصحة التابعين للسلطة الفلسطينية.
في أعقاب سيطرة حماس على غزة عام 2007، تلا ذلك إضراب الأطباء لمدة شهر بسبب الخلافات السياسية. قامت حكومة غزة الجديدة، برئاسة باسم نعيم كوزير للصحة، باستبدال مديري المستشفيات والعاملين التابعين لفتح بالموالين لحماس. من بينهم جمعة السقا، الجراح البالغ من العمر 20 عامًا والمؤيد لفتح العامل في مستشفى الشفاء، وواجه اعتقالات واعتداءات منذ سيطرة حماس على القطاع. وتعقيبا على ذلك، قال نعيم إن «مديري المستشفيات لم يطردوا لأسباب سياسية بل بسبب الفساد الإداري والمالي والأخلاقي في المستشفيات».
في 17 نوفمبر، وسط الغزو الإسرائيلي لقطاع غزة في 2023، صرح رئيس منظمة أطباء بلا حدود في فلسطين أن وزارة الصحة في غزة «دمرت»، وأن القطاع الصحي في غزة «دُمر بشكل منهجي».

## الجدل حول أرقامها
اعتبارًا من 26 أكتوبر 2023، كانت وزارة الصحة في غزة هي المصدر الرسمي الوحيد للبيانات حول الضحايا الفلسطينيين في غزة خلال الحرب بين إسرائيل وحماس الجارية، على الرغم من أن الأرقام الصادرة عن وزارة الصحة في غزة يتم تأكيدها ونشرها من قبل وزارة الصحة التابعة لحركة فتح كذلك. أثارت بعض المصادر تساؤلات حول موثوقية أعداد الضحايا، بينما أعربت مصادر أخرى عن ثقتها القوية في أعدادها.

### مشككون
في أعقاب قصف المستشفى المعمداني، تعرضت وزارة الصحة في غزة لاتهامات بتضخيم أرقام الضحايا. بالإضافة إلى ذلك، منذ تأسيسها، تم إتهام الوزارة، خلال كل الصراعات بين إسرائيل والفصائل الفلسطينية في غزة، بعدم التمييز بين المدنيين والمقاتلين، وإعتبار كل القتلى مدنيين، كذلك إتهمتها إسرائيل وبعض الجهات الأخرى مثل نيويورك تايمز، بلوم الجيش الإسرائيلي على الضحايا جراء الصواريخ الفلسطينية الخاطئة.
وقال لوك بيكر، رئيس مكتب رويترز الإقليمي السابق، إن حصيلة القتلى التي أعلنتها الوزارة لم تعد جديرة بالثقة وأن "أي مسؤول صحي يخرج عن الخط ولا يعطي حصيلة القتلى التي تريد حماس إبلاغ الصحفيين بها يخاطر بالتعرض لعواقب وخيمة". ومع ذلك، تقول مصادر أخرى أن الوزارة تضم أيضًا مسؤولين من حركة فتح العلمانية بالإضافة لموظفين مستقلين ولا ينتمون لأي جهة.
إدعى وزير الخارجية الإيطالي أنطونيو تاجاني، دون الاستناد إلى أدلة محددة، أن وزارة الصحة تقول بنشر "بروباغاندا"، بينما صرح الرئيس الأمريكي جو بايدن أنه "لا يثق" في أعداد الضحايا التي تم الإبلاغ عنها. وفي وقت لاحق، أكد المتحدث باسم مجلس الأمن القومي جون كيربي أن عدد الضحايا لا يمكن الوثوق به، وأن "وزارة الصحة في غزة هي مجرد واجهة لحماس". في 10 نوفمبر/تشرين الثاني، قال مساعد وزيرة الخارجية الأمريكية إن عدد القتلى الفعلي كان على الأرجح أعلى مما ذكرته تقارير وزارة الصحة في غزة.

#### رد الوزارة على الإتهامات
ردًا على هذه الاتهامات، أصدرت الوزارة قائمة كاملة بأسماء الأشخاص الذين قُتلوا في ذلك الوقت منذ 7 أكتوبر/تشرين الأول، وهي وثيقة من 202 صفحة تضم إسم 6747 شخصًا تم التعرف عليهم، وتم إدراج أسمائهم وأعمارهم وأرقام هوياتهم بالإضافة إلى 281 ضحية مجهولة الهوية. أشار المعلقون إلى أن أرقام الوزارة تم اعتبارها تاريخيًا موثوقة من قبل الأمم المتحدة، ومنظمة الصحة العالمية، وهيومن رايتس ووتش، ووزارة خارجية الولايات المتحدة. وقال عمر شاكر، مدير مكتب إسرائيل وفلسطين في هيومن رايتس ووتش، إن «الأرقام الصادرة عن الوزارة ليست فوق المعقول».

### مؤيدون لصحة أرقام الوزارة
أكد المحلل السياسي الفلسطيني نور عودة، أن عملية إصدار شهادات الوفاة لا تتم من قبل شخصيات سياسية، بل من قبل العاملين في مجال الصحة، مشددًا على أن «هذه العملية تمكن العائلات من التعامل مع قضايا مثل الميراث وحضانة الأطفال الذين مات آباؤهم».
في 10 تشرين الثاني (نوفمبر) 2023، ذكرت صحيفة وول ستريت جورنال أن مجتمع الاستخبارات الأمريكي لديه ثقة متزايدة في أن تقارير عدد القتلى الصادرة عن وزارة الصحة في غزة دقيقة تقريبًا.